# Millicent Mackenzie
Pour les articles homonymes, voir Mackenzie.
Millicent Hughes Mackenzie, née le 16 juin 1863 à Bristol et morte le 10 décembre 1942 à Brockweir, est une universitaire britannique, originaire du pays de Galles. Elle est professeure de sciences de l'éducation à l'University College of South Wales and Monmouthshire. 

## Biographie
Hester Millicent Hughes naît en 1863 à Clifton, elle est la deuxième des trois enfants de Walter William Hughes et d'Hester Catherine né Tuckett. Elle fait ses études secondaires à Clifton puis en Suisse en 1877. Elle s'inscrit à l'université en 1878, au University College de Bristol puis dirige une école pour des hommes déjà engagés dans la vie professionnelle à Bristol. Elle complète sa formation au Cambridge Training College for Women alors dirigé par Elizabeth Hughes en 1888. Elle est professeure à l'école de filles de Sheffield de 1889 à 1891, puis elle est nommée directrice du département de formation des enseignantes des cycles primaire et secondaire à l'University College of South Wales & Monmouthshire, fonction qu'elle exerce de 1891 à 1904. Elle effectue un séjour d'études de deux mois aux États-Unis en 1893, grâce à une bourse Gilchrist, et publie, avec Amy Blanche Bramwell, un rapport sur la formation des enseignants américains, qui prône la mixité. 
Elle épouse le 23 juillet 1898 John Stuart Mackenzie, professeur de philosophie à l'University College et obtient de conserver son poste universitaire. Elle est nommée maître de conférences en 1904 et professeure de sciences de l'éducation en 1910, devenant la première femme titulaire d'une chaire au pays de Galles,. Millicent Mackenzie est nommée membre du Sénat universitaire en 1909.
Millicent Mackenzie est cofondatrice de la Cardiff and District Women's Suffrage Society, dont elle devient vice-présidente. Elle s'engage en faveur de la participation des femmes dans les affaires politiques d'enjeu national, et se présente comme candidate travailliste aux élections de 1918, alors que les femmes britanniques viennent d'obtenir un droit de vote partiel, mais elle est défaite par le candidat libéral Herbert Lewis. Une copie de son discours électoral est conservée à la Bibliothèque nationale du pays de Galles. 
Elle est l'auteure de plusieurs livres sur l'éducation, notamment en 1909, de l'ouvrage intitulé Hegel's Educational Theory and Practice.
Elle devient membre de la Société théosophique en 1913, et en 1914 rejoint le groupe londonien d'études Steiner fondé par Harry Collison.
Elle prend sa retraite en 1915, et Barbara Foxley lui succède comme titulaire de la chaire de sciences de l'éducation. Elle fait une tournée de conférences avec son mari, en Inde, Birmanie, Ceylan et en Europe entre 1920 et 1922, et une seconde tournée à Berkeley, en 1923.

## Publications
- Freedom in Education An Inquiry into Its Meaning, Value And Conditions, Hodder & Stoughton Ltd (1905)
- THegel's Educational Theory and Practice, S. Sonnenschein & Co., Ltd (1909)
- Moral Education: The Training of the Teacher, 1909